# Jean Botué
 Kouame Jean Fiacre Botué (* 7. August 2002 in Marcory, Elfenbeinküste) ist ein burkinischer Fußballspieler, der aktuell bei Inter Turku in Finnland aktiv ist.

## Karriere

### Verein
Botué wurde bei der USFA Ouagadougou ausgebildet und wechselte im Februar 2021 zum AC Ajaccio nach Frankreich in die Ligue 2. Sein Profidebüt gab er am 3. April 2021 (31. Spieltag) nach später Einwechslung gegen den FC Valenciennes. Insgesamt spielte er 2020/21 siebenmal für das Profiteam. Bei einem 2:0-Sieg über SM Caen zu Beginn der Folgespielzeit schoss er in der Startelf stehend sein erstes Tor auf Profiebene. In der gesamten Saison 2021/22 kam er zu zwölf Einsätzen und stieg mit seinem Team als Vizemeister in die Ligue 1 auf. Nach Einwechslung bei einer 1:3-Niederlage gegen den OSC Lille debütierte er am dritten Spieltag in der höchsten französischen Spielklasse. Über den restlichen Verlauf der Saison kam er anschließend nur noch sieben Mal zum Einsatz. Sein Vertrag bei Ajaccio endete nach der Spielzeit 2022/23 und es dauerte fast acht Monate, ehe ihn der finnische Erstligist Inter Turku verpflichtete. Direkt zu Beginn gewann er mit dem Team den Ligapokal, in dem er in vier Einsätzen zwei Tore schoss und ein Treffer vorbereitete.

### Nationalmannschaft
Botué spielte von 2019 bis 2021 in der burkinischen U-20-Nationalmannschaft und kam dort unter anderem beim U20-Afrika-Cup 2019 und 2021 zu Einsätzen. In der WM-Qualifikation debütierte er nach Einwechslung gegen Algerien (1:1) am 7. September 2021 für die A-Nationalmannschaft.

## Erfolge
Inter Turku
- Finnischer Ligapokalsieger: 2024